# Philipp Sigismund von Lepel
Philipp Sigismund von Lepel (* 30. Dezember 1738 in Chinnow (jetzt polnisch: Chynowo) im Landkreis Usedom-Wollin; † 17. April 1815 in Anklam) war Landrat des Usedom-Wollinschen Kreises.

## Familie
Er entstammte der adeligen Familien von Lepel und war der Sohn des Ernst Friedrich von Lepel (1704–1775), Erbherr auf Chinnow, Reckow, Swantust, Platschow und Schnatow, und der Ilse Margarethe von Bredow (1715–1792).
Philipp Sigismund von Lepel war in erster Ehe seit 1765 mit Ernestine Eleonore von Barfuß († 1774) und in zweiter Ehe seit 1778 mit Catharina Friederike Caroline, geboren von Lepel (Gnitz), verheiratet.

## Ausbildung und Karriere
Nach Privatunterricht besuchte er ab 1792 die Schule im Kloster Berge bei Magdeburg.
Mit Hilfe seines Vaters trat er 1755 als Standartenjunker in das spätere Dragonerregiment von Lottum ein. Im folgenden Jahr wurde er zum Leutnant befördert. Während des Siebenjährigen Krieges nahm er an den Schlachten von Prag, Kolin, Leuthen und Zorndorf teil. Wegen der Erkrankung seines Vaters musste er 1764 aus dem aktiven Dienst scheiden und die Bewirtschaftung der Familiengüter übernehmen. 1773 musste er um Stundung (Indult) seiner Schulden bitten.
Die vorpommerschen Landstände wählten ihn 1783 als Nachfolger für Gregorius Friedrich von Schmalensee zum Landrat für Usedom und Wollin. Nachdem 1783 seine interimistische Bestallung erfolgt war, musste er sich 1784 dem großen Examen stellen. Trotz Schwächen im mündlichen wie im schriftlichen Examensteil wurde er für den Posten des Landrats geeignet erklärt. Er übte das Amt des Landrats bis 1807 aus.
Die überschuldeten Familiengüter wurden 1784 unter Zwangsverwaltung gestellt. Seine Schulden wurden 1785 mit 35.093 Talern angegeben, während der Wert der Güter auf 25.421 Taler taxiert wurde. Von Friedrich Wilhelm II. erhielt er 1787 ein Gnadengeschenk von 10.000 Talern.